# Damian Lewis
Pour les articles homonymes, voir Lewis.
Damian Lewis, né le 11 février 1971 à Londres, est un acteur britannique.
Il a été révélé au grand public par la mini-série à succès Frères d'armes où il incarne le rôle du major Richard D. Winters. Il a par la suite interprété le détective Charlie Crews, rôle principal de la série télévisée Life, puis l'un des personnages principaux dans les saisons 1 à 3 de la série Homeland.

## Biographie

### Carrière
Damian Lewis a surtout travaillé au théâtre où il a interprété entre autres Hamlet avec Ralph Fiennes et, à Londres, Le Misanthrope avec Keira Knightley.
Il a également joué dans des téléfilms britanniques, Lifeforce, Hearts and Bones et surtout Warriors, l'impossible mission,.
En 2001, il est révélé au public international avec le succès de la mini-série historique Frères d'armes. Il y interprète le rôle de Richard D. Winters. En parallèle, il commence une carrière au cinéma. En 2007, après plusieurs rôles pour la télévision britannique, il est la tête d'affiche de la série policière américaine Life. Celle-ci est cependant arrêtée au bout de deux saisons, faute d'audience et malgré de bonnes critiques.
En 2011, il interprète le rôle de Nicholas Brody, un soldat américain de retour au pays après huit ans de captivité en Irak, dans la série Homeland. Ce rôle lui vaut l'Emmy Award du meilleur acteur dans une série dramatique. Il quittera la série au bout de trois saisons.
Il rejoint alors la production du drame historique Queen of the Desert, réalisé par Werner Herzog et avec Nicole Kidman dans le rôle-titre. Le film est un échec, mais l'acteur rebondit déjà vers la télévision : en 2015, il est la tête d'affiche de la mini-série historique anglaise Dans l'ombre des Tudors, où il incarne Henri VIII.
En 2016, il tient l'un des rôles principaux du thriller d'espionnage Un traître idéal, puis revient dans une nouvelle série, Billions, où il a pour partenaire Paul Giamatti.
En 2019, il fait partie du casting de Once Upon a Time… in Hollywood, le neuvième long-métrage de Quentin Tarantino, où il prête ses traits à Steve McQueen.

### Vie privée

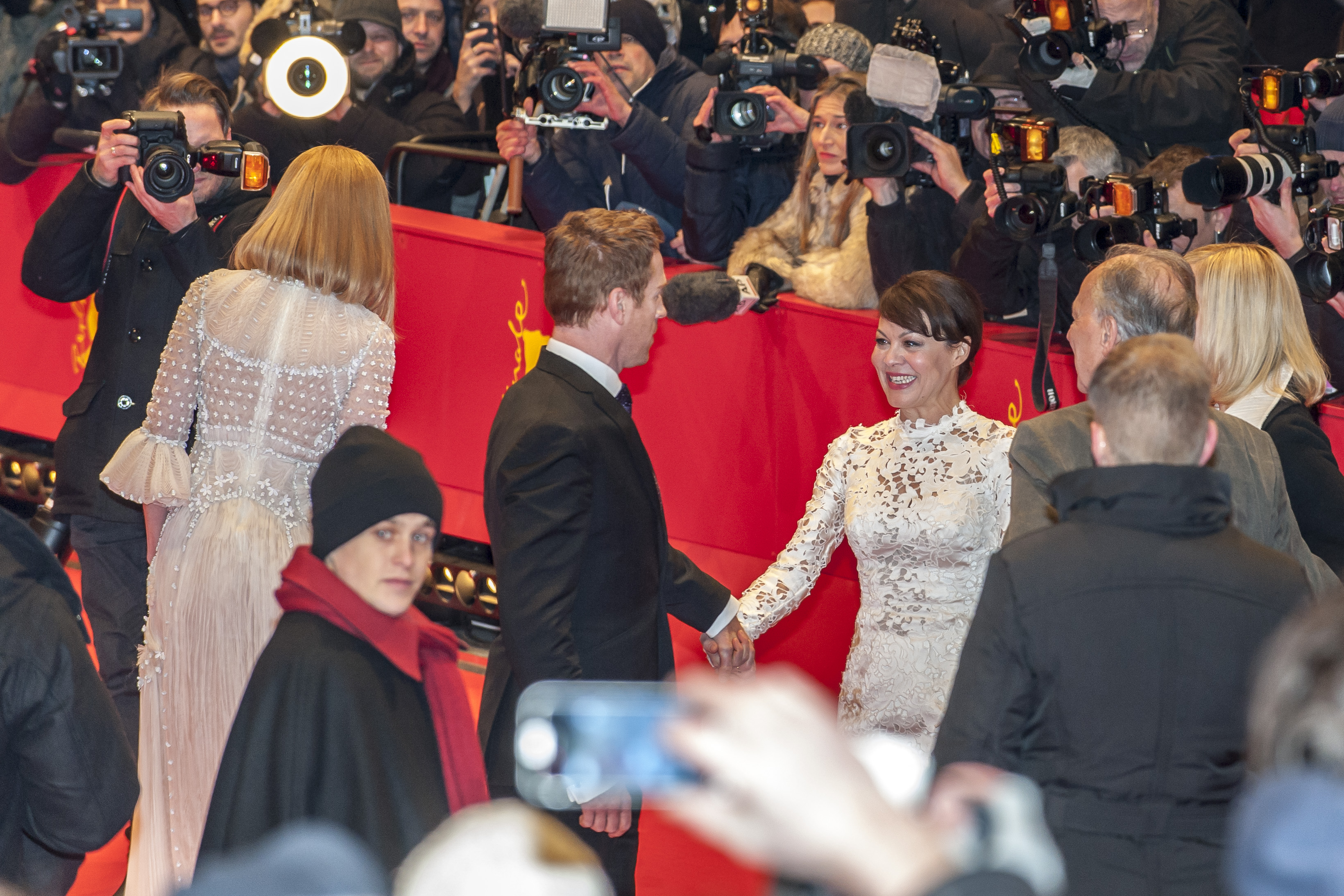
L'acteur avec son épouse Helen McCrory à la Berlinale 2015, à la première de Queen of the Desert.

En 2007, Damian Lewis épouse l'actrice Helen McCrory avec qui il a deux enfants : Manon, née en 2006, et Gulliver né en 2007. 
Sa femme décède le 16 avril 2021 à la suite d'une longue bataille contre le cancer du sein.
Lewis est nommé officier de l'ordre de l'Empire britannique (OBE) en 2014, puis commandeur (CBE) en 2022. 
En juin 2022, il officialise sa relation avec la musicienne Alison Mosshart.

## Filmographie

### Cinéma
- 1997 : Robinson Crusoé (Robinson Crusoe) de Rod Hardy et George Trumbull Miller : Patrick
- 2002 : Dreamcatcher : L'Attrape-rêves (Dreamcatcher) de Lawrence Kasdan : Gary « Jonesy » Jones
- 2003 : Les Mariées (Nyfes) de Pantelís Voúlgaris : Norman Harris
- 2004 : Keane de Lodge Kerrigan : William Keane
- 2005 : Chromophobia de Martha Fiennes : Marcus Aylesbury
- 2005 : Alex Rider : Stormbreaker de Geoffrey Sax : Yassen Gregorovitch
- 2006 : Une vie inachevée (An Unfinished Life) de Lasse Hallström : Gary Watson
- 2006 : La Situation (The Situation) : Dan Murphy
- 2008 : Ultime Évasion (The Escapist) de Rupert Wyatt : Rizza
- 2008 : The Baker de Gareth Lewis (ar) : Milo
- 2011 : Votre Majesté (Your Highness) de David Gordon Green : Boremont
- 2011 : Will d'Ellen Perry (en) : Gareth
- 2012 : The Sweeney de Nick Love : Inspecteur-chef Frank Haskins
- 2013 : Roméo et Juliette de Carlo Carlei : Capulet
- 2014 : Queen of the Desert de Werner Herzog : Charles Doughty-Wylie
- 2014 : The Silent Storm de Corinna McFarlane[5] : Balor McNeil
- 2016 : Un traître idéal (Our Kind of Traitor) de Susanna White : Hector
- 2019 : Once Upon a Time… in Hollywood de Quentin Tarantino : Steve McQueen
- 2024 : The Radleys de Euros Lyn : Peter Radley/Will Radley

### Télévision

#### Séries télévisées
- 1995 : Hercule Poirot (Agatha Christie's Poirot) : Leonard Bateson
- 1996 : Inspecteur Frost (A Touch of Frost) : Adam Weston
- 2001 : Frères d'armes  (Band of Brothers) : Major Richard D. Winters
- 2002 : La Dynastie des Forsyte (The Forsyte Saga) : Soames Forsyte
- 2005 : Colditz : La Guerre des évadés (Colditz) : Lieutenant / Capitaine Nicholas McGrade
- 2007-2009 : Life : Lieutenant Charlie Crews
- 2011-2013 : Homeland : Nicholas Brody
- 2015 : Dans l'ombre des Tudors (Wolf Hall) : Henri VIII
- 2016-2023 : Billions : Bobby « Axe » Axelrod
- 2022 : A spy among friends : Nicholas Elliott

#### Téléfilms
- 1999 : Warriors, l'impossible mission (Warriors) de Peter Kosminsky : Lieutenant Neil Loughrey
- 2005 : ShakespeaRe-Told (Much Ado About Nothing) de Brian Percival : Benedick

## Distinctions

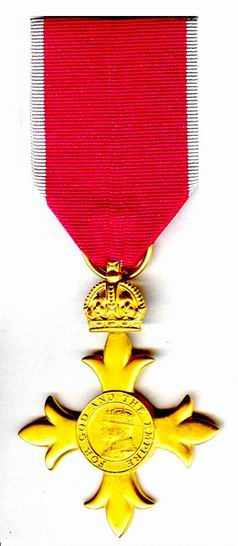
Insigne des OBE

### Récompenses
- 2001 : Festival international des programmes audiovisuels de Biarritz : FIPA d'or du meilleur acteur pour Frères d'armes
- 2012 : Primetime Emmy Award du meilleur acteur dans une série télévisée dramatique pour Homeland
- 2012 : Satellite Award du meilleur acteur dans une série dramatique pour la série Homeland
- 2013 : Golden Globe du meilleur acteur dans une série télévisée dramatique pour Homeland

### Nominations
- 2001 : Satellite Award du meilleur acteur dans une mini-série pour Frères d'armes
- 2002 : Golden Globe du meilleur acteur dans une mini-série pour Frères d'armes
- 2004 : Gotham Award du meilleur espoir pour Keane
- 2012 : Critics' Choice Television Awards du meilleur acteur dans une série dramatique pour Homeland
- 2012 : Golden Globe du meilleur acteur dans une série télévisée dramatique pour Homeland
- 2013 : Screen Actors Guild Award du meilleur acteur dans une série dramatique et de la meilleure distribution pour Homeland
- 2013 : Festival de télévision de Monte-Carlo : Nymphe d'or du meilleur acteur pour Homeland
- 2013 : Critics' Choice Television Awards du meilleur acteur dans une série dramatique pour Homeland
- 2016 : Meilleur acteur dans un second rôle dans une série, une mini-série ou un téléfilm pour Dans l'ombre des Tudors

## Voix francophones
En version française, Damian Lewis est dans un premier temps doublé par Mark Lesser dans Hercule Poirot et Keane, ainsi que par Pierre Tessier dans Frères d'armes, Lionel Tua dans Dreamcatcher : L'Attrape-rêves, Ludovic Baugin dans Chromophobia et Igor de Savitch dans Alex Rider : Stormbreaker .
À partir de la série Life, Jean-Pierre Michaël devient sa voix dans la majorité de ses apparitions, le doublant notamment dans Homeland, Dans l'ombre des Tudors, Un traître idéal, Billions ou encore Dream Horse. En parallèle, il est également doublé par Emmanuel Texeraud dans Ultime Évasion, Jean-Michel Fête dans Une vie inachevée, Philippe Résimont dans Votre Majesté et Jérémie Covillault dans Once Upon a Time… in Hollywood.